# Appenheim
Appenheim település Németországban, Rajna-vidék-Pfalz tartományban. Lakosainak száma 1389 fő (2023. december 31.). Appenheim Bingen am Rhein, Gau-Algesheim, Ingelheim am Rhein, Nieder-Hilbersheim és Aspisheim községekkel határos.

## Népesség
A település népességének változása:
| Lakosok száma | 1085 | 1361 | 1388 | 1403 | 1417 | 1389 |
|               | 1975 | 2017 | 2019 | 2021 | 2022 | 2023 |